# Maja (Tanout)
Maja (auch: Madjia, Majia, Majya, Mazia, Mazzia) ist ein Dorf in der Stadtgemeinde Tanout in Niger.

## Geographie

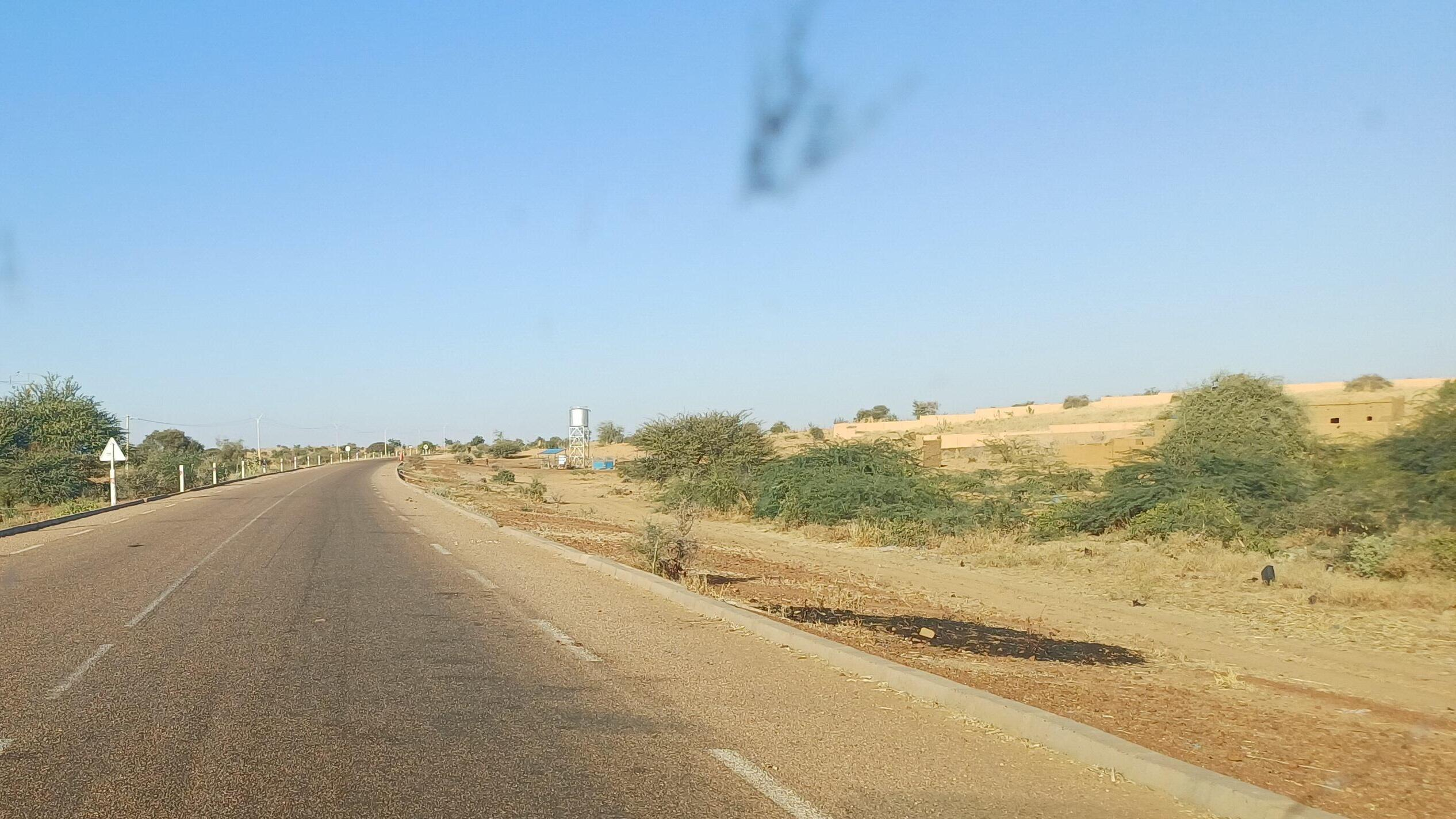
Ortsansicht von Maja (2023)

Das Dorf liegt in der Landschaft Damergou. Es befindet sich rund 27 Kilometer südlich des urbanen Zentrums der Gemeinde Tanout, die zum gleichnamigen Departement Tanout in der Region Zinder gehört. Zu den Siedlungen in der näheren Umgebung von Maja zählen Dan Kamsa und Garin Boka im Nordwesten, Dalli im Nordosten, Chirwa im Osten, Koulan Karki im Süden sowie Sabon Kafi und Kouyéwa im Südwesten.
Maja ist Teil der Übergangszone zwischen Sahara und Sahel. Die durchschnittliche jährliche Niederschlagsmenge beträgt hier zwischen 200 und 300 mm.

## Geschichte
Die 429 Kilometer lange Piste zwischen den Städten Zinder und Agadez, die in den 1920er Jahren als einer der Hauptverkehrswege in der damaligen französischen Kolonie Niger galt, führte durch Maja. Der Naturforscher Angus Buchanan besuchte das Dorf 1920 bei seiner Reise in den Aïr. Er beschrieb die umliegende Landschaft als weite Gras- und Sandebene ohne Bäume und mit vereinzelten kleinen Sträuchern. Zur Tierwelt zählten Dorkasgazellen und Arabientrappen. In Maja gab es nur wenig und schlechtes Wasser.

## Bevölkerung
Bei der Volkszählung 2012 hatte Maja 1091 Einwohner, die in 219 Haushalten lebten. Bei der Volkszählung 2001 betrug die Einwohnerzahl 713 in 140 Haushalten und bei der Volkszählung 1988 belief sich die Einwohnerzahl auf 443 in 102 Haushalten.

## Wirtschaft und Infrastruktur

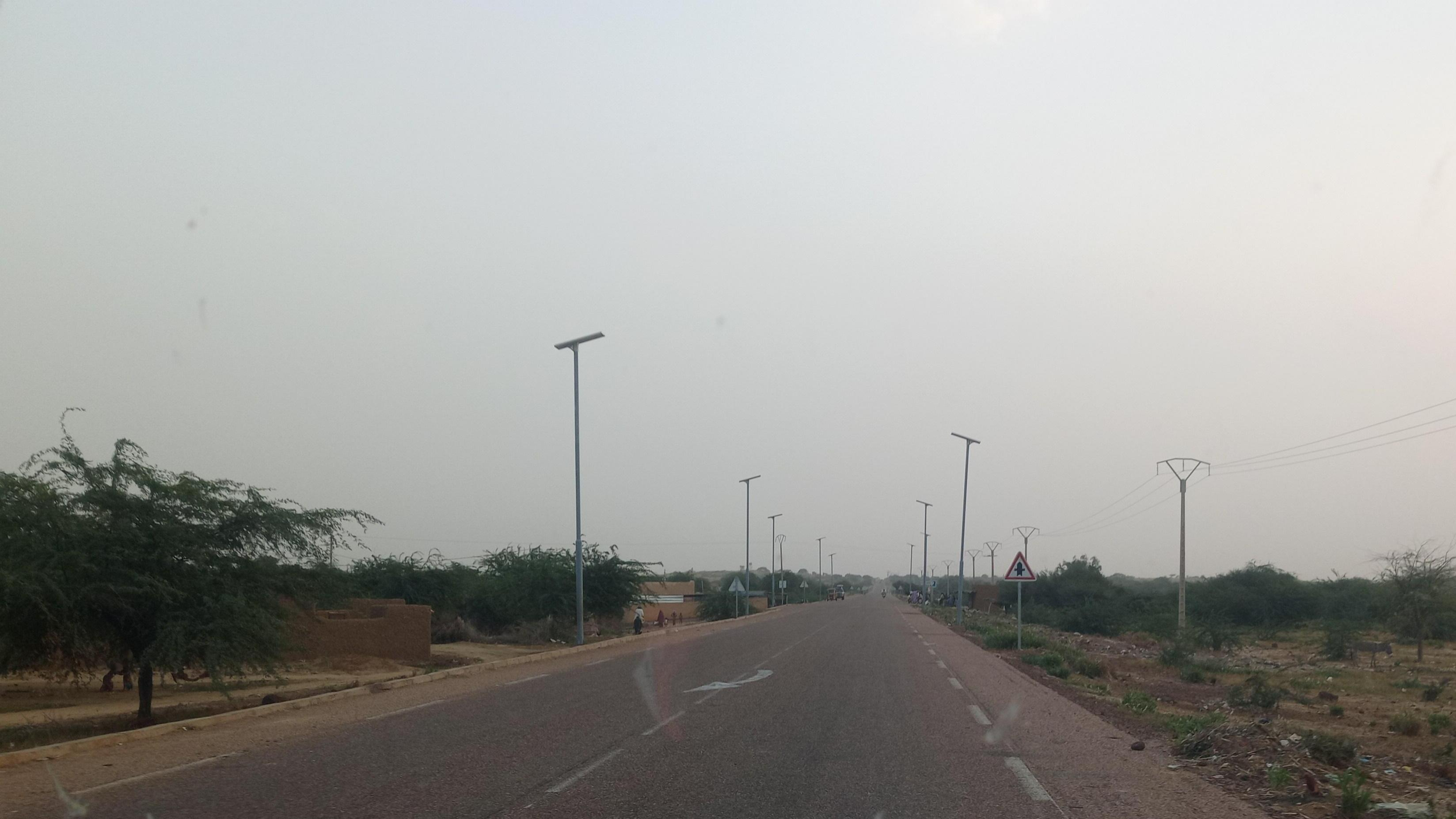
Nationalstraße 11 in Maja (2023)

Maja liegt in einem Gebiet des Übergangs zwischen der Naturweidewirtschaft des Nordens und des Ackerbaus des Südens. Drei öffentliche Wasserentnahmestellen mit jeweils zwei Wasserhähnen wurden in den 2010er Jahren geschaffen.
Es gibt mehrere Schulen im Dorf. Darunter fällt der CEG Maja, eine allgemein bildende Schule der Sekundarstufe des Typs Collège d’Enseignement Général (CEG). Mit einem Centre de Santé Intégré (CSI) ist ein Gesundheitszentrum im Ort vorhanden. CEG und CSI wurden von der Stiftung Tattali Iyali der Präsidentengattin Lalla Malika Issoufou errichtet.
Am Ortsrand von Maja verläuft die 980,9 Kilometer lange Nationalstraße 11 zwischen Algerien und Nigeria.